# Lordose

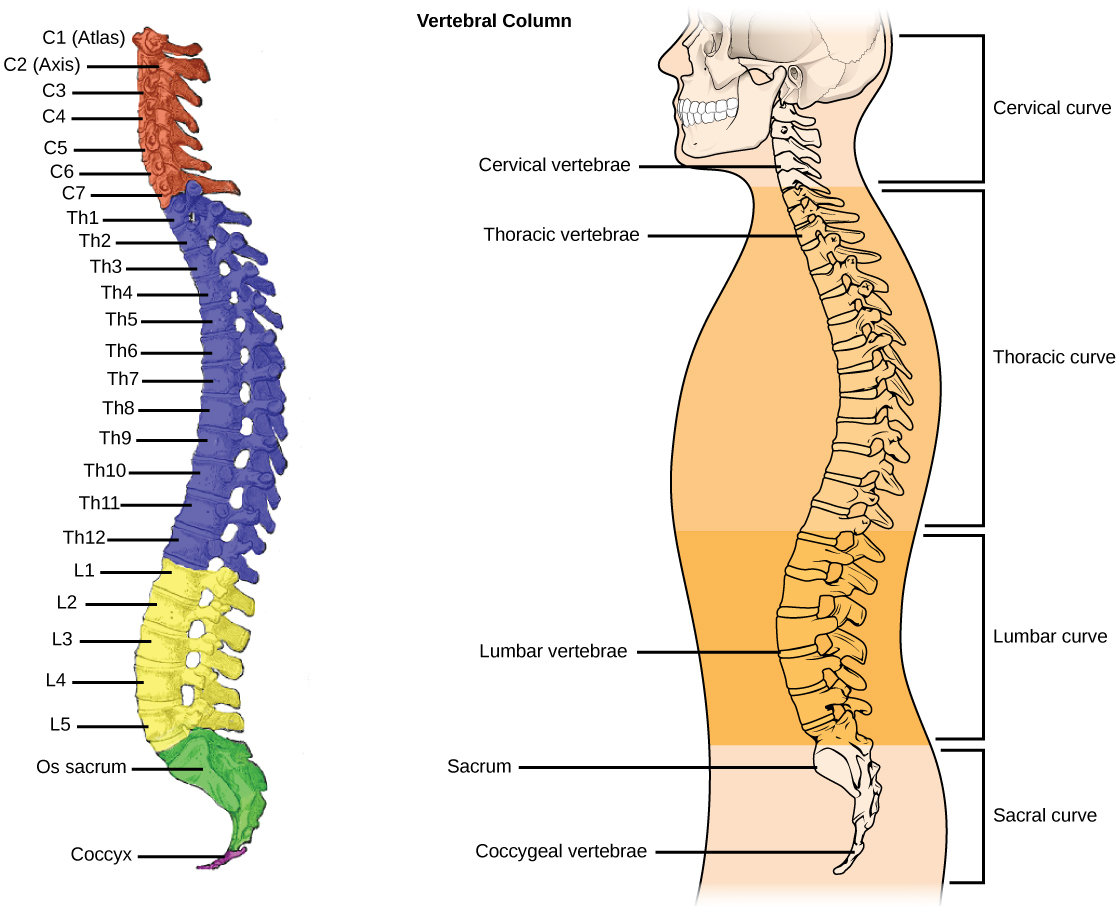
Wervelkolom met de cervicale lordose in het rood en de lumbale lordose in het geel. De thoracale en sacrale kyfose zijn respectievelijk blauw en groen

Lordose is de natuurlijke voorwaartse kromming in de cervicale en de lumbale wervelkolom. Bij een sterke lordose in het lendegebied is er sprake van een holle rug.
De tegenhanger van lordose, een kromming van de wervelkolom in achterwaartse richting met de bolle kant naar achteren, is kyfose.
Scoliose is een onnatuurlijke kromming van de wervelkolom in zijwaartse richting.